# Happy Weekend (1996)
Happy Weekend ist ein deutscher Kinofilm aus dem Jahre 1996 unter der Regie von Ed Herzog nach einem Drehbuch von Herzog und Rainer Knepperges. Die beiden hatten zuvor einen Kurzfilm gleichen Titels an der Deutschen Film- und Fernsehakademie in Berlin gedreht, wo Herzog seinerzeit studierte. Der 15 Minute lange Film aus dem Jahr 1993 animierte den Produzenten Hanno Huth, damals Geschäftsführer von Senator Film, dazu, die Story mit ihnen gemeinsam noch einmal als abendfüllenden Spielfilm zu drehen. Auch die Hauptdarsteller des Kurzfilms, Erik Goertz und Anton Rattinger, spielten ihre jeweiligen Rollen ein weiteres Mal.

## Handlung
Im Zentrum steht der junge bisexuelle Polizist Joachim Krippo. Alkoholexzessen und Gruppensex sind Krippo und seine Kollegen nicht abgeneigt. Und wenn sie es allzu derb treiben, müssen sie zur Gruppentherapie bei Frau Sussmeit im Polizeipräsidium. Die flotten Dreier mit seinem Freund und Einladung sowie mit Rolf und dessen Frau Karin finden daheim ein jähes Ende, als Krippos Opa einzieht. Der ist scharf auf Holz-Penisse und die Tupperware-Partys der Nachbarin. Und dann soll der sexsüchtige Krippo den entflohenen Häftling Engel jagen. Den findet er natürlich bei einer Gruppensex-Party. Krippo stürzt sich ins Getümmel, nicht ahnend, dass auch Engel dort ist, der inzwischen ein Verhältnis mit Horsts Frau, der Fußpflegerin Uschi, hat.

## Kritik
Petra Sorg schrieb in ihrer Rezension des „skurrilen Kinodebüts“ für die Berliner Zeitung „Keine Milieustudie, nein, eine unerbittlich menschenfreundliche oft auch unerbittlich witzige Parodie auf das ansonsten eher bierernst und schwerbewaffnete Cop-Genre hat Ed Herzog da vorgelegt.“
Das Lexikon des internationalen Films urteilt: „Ein junger, vom Dienst suspendierter Polizist erlebt diverse Sexabenteuer in einem kleinbürgerlich-spießigen Milieu, wobei er von Säufern und Sexfanatikern umgeben ist. Eine äußerst plumpe Klamotte voller klischeehafter Typisierungen.“